# TAP進学教室

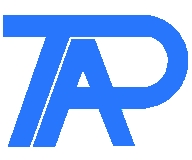
ロゴ

TAP進学教室（ティーエーピーしんがくきょうしつ、以下TAP）は、かつて東京都に存在した進学塾。株式会社中央総合教育研究所が運営していた。主に小中学生を対象とし、集団授業と個別授業を展開していた。通称「タップ」。キャッチコピーは「入試で燃え尽きない頭脳の育成」であった。設立時の経営母体は田中某氏が設立したTAPスタジオという小さな印刷関連会社で、TAPとはそれぞれ「Technical（テクニカル）」「Art（アート）」「Print（プリント）」の意味である。

## 概要
20年以上前からあった、SAPIXにおける指導カリキュラムや指導方法は古くからTAPにおいて行われていたもので、かつては首都圏の御三家を含め、難関校における高い合格率を挙げていた。しかし、1989年にTAPを不服とした複数の講師を中心にSAPIXが設立されるという分裂騒動が勃発し、多くの主要講師が移籍、これに伴う成績上位の生徒の移動が起こり、SAPIXは設立当初から全盛期のTAPのような高い合格率を保持していた。一方、TAPではその後も講師の転職・退職の流れが進み、人手不足をTAP全盛期の卒業生で補う手法に出たが、全盛期TAP経験者の指導は入学してくるTAPの生徒レベルにマッチせず、入試の結果も大きく成績を落とすこととなった。
資本面では、SAPIX分裂騒動前までは経営者の変遷は内々のものであったが、その後は短期間で経営者が変わり続けた。SAPIX分裂騒動が起きた後、1992年頃にTAPブランド所有を狙った同仁医薬化工の子会社となり、教室ではエスエス製薬（同仁医薬化工の当時の親会社）の栄養ドリンク剤「エスカップ」が配布されていた。しかし、TAPブランドの凋落に加え、エスエス製薬の株式を保有していたコスモ信用組合が破綻。1997年には栄光ゼミナールを運営する栄光の資本が入り、主要紙に報道される事態となった。
この時期、栄光がTAPに肩入れしたのは、腐っても鯛状態のTAPブランドを軸に、補習塾の色合いの濃かった栄光ゼミナールに加え、上位層向けの塾事業に手を出しておこうとする意図があったようである。（未確認）
栄光傘下のもと、CIの一新、栄光とTAPの講師の交流、教材の整理統合、小規模校舎の展開、個別指導の開始などの改革を矢継ぎ早に行うが凋落はいかんともしがたく、21世紀を迎える頃には御三家合格が1桁台という状況に陥った。数千人いた生徒も末期には千人を切っていた。
2004年、学習塾栄光ゼミナールなどを運営する親会社・株式会社栄光に吸収された。その当時のTAP進学教室の各教室は栄光ゼミナールの教室となる（東京校・市川校など）か、近隣の栄光ゼミナールと合併（三軒茶屋校・三鷹校など）、または閉鎖（横浜校）された。

## 黒板授業について
黒板授業とは、予習をせずに講師の話と板書で学習し、復習に力を入れる学習形態のことである。例えば日能研などでは事前に「本科教室テキスト」などのテキストが配布されるのに対し、TAPでは授業中にテキストを配布する。生徒は黒板の内容を書き写しつつ講師の話を聞くので、リテラシーが高くないと対応できない。これは優秀な生徒が多く集まる時期はよかったものの、凋落するTAPには似合わぬシステムとなり、授業の機能不全を招く結果となった。現在のSAPIXの授業形態でもある。

## 中央総合教育研究所の関連会社
- 中央アートフォーラム（教材出版、略称CAF） → 現・エデュケーショナルネットワーク
- 中央コンピューターシステムス（1987年設立、成績処理、略称CCS）→ 栄光ソフト開発事業部 → エデュケーショナルネットワークシステム事業部